# Egil Hylleraas
Egil Andersen Hylleraas (15 mai 1898 - 28 octobre 1965) était un physicien théoricien norvégien connu pour avoir créé une méthode permettant de prédire l'énergie de l'état fondamental des atomes à deux électrons, ainsi que des fonctions d'onde d'essai pour les atomes comportant un plus grand nombre d'électrons.

## Enfance et éducation
Hylleraas était le fils d'Ole Andersen, un enseignant du village montagnard d'Engerdal, dans le sud de la Norvège. Hylleraas était le nom de la ferme dans laquelle il vivait. Il était le plus jeune de onze enfants. Il avait quitté l'école assez tôt, mais avait ensuite repris ses études à 17 ans lorsqu'il est entré au lycée après avoir déménagé à Oslo. Il fréquentera plus tard l'Université d'Oslo et deviendra enseignant. Hylleraas entreprit des recherches sur la double réfraction de la lumière après avoir lu un livre de Max Born sur les réseaux cristallins. Son article lui a valu une bourse de l'International Education Board. Entre 1926 et1928, il travailla avec Max Born à l'Université de Göttingen.

## L'âge d'or de la physique atomique
Dans sa revue Reminiscences, Hylleraas avait qualifié la période entre 1925 et 1930 d'« âge d'or » de la physique atomique. C'était l'époque où la théorie de l'atome de Bohr avait été remplacée par la nouvelle théorie de la mécanique quantique. En 1926, l'hydrogène à un électron avait été résolu et Werner Heisenberg avait formulé mécaniquement le problème de l'hélium à deux électrons. L'ancienne théorie de Bohr-Sommerfeld prévoyait un potentiel d'ionisation de 28 eV, Albrecht Unsöld avait publié une théorie des perturbations du premier ordre en 1927 et avait trouvé 20,41 eV, alors que dans les expériences, l'énergie était de 24,59 eV. Max Born considérait qu'il était crucial pour la mécanique quantique de fournir un résultat en meilleur accord avec les expériences.
Quand Hylleraas est arrivé à Göttingen, il apprit que Max Born avait abandonné la cristallographie, et il reprit ses travaux sur les cristaux de manière indépendante. Mais lorsque l'élève de Bohr est tombé malade, on le chargea de travailler sur le problème de l'hélium et il apporta deux modifications à la tentative initiale. Premièrement, il remplaça les fonctions hydrogéniques à états liés qui étaient incomplètes par les fonctions de Laguerre, qui sont complètes. Deuxièmement, il réduisit le nombre de coordonnées de 6 à 3, à savoir les distances des deux électrons au noyau et l'angle entre les vecteurs positions des électrons. En utilisant une calculatrice mécanique de bureau, il obtint de bien meilleurs résultats, en accord avec les expériences. Le résultat a été bien reçu, mais Hylleraas était contrarié par l'écart de 0,12 eV. Une amélioration a été trouvée en 1928 lorsqu'il réalisa que la coordonnée angulaire devait être remplacée par la distance entre les deux électrons. Avec seulement trois termes dans l'expansion de la fonction d'onde, l'erreur était alors réduite à 0,03 eV, et même à 0,01 eV en utilisant 6 termes,. Ses travaux furent rapidement appliqués à d'autres atomes à deux électrons et à la molécule d'hydrogène.
Hylleraas a été l'un des pères fondateurs du Conseil européen pour la recherche nucléaire (CERN) où il représentait la Norvège. Le conseil a ensuite conduit à la création de l'Organisation européenne pour la recherche nucléaire.

## Prix
- Médaille Gunnerus (1960) [6]

## Publications sélectionnées
- Hylleraas, « Über den Grundzustand des Heliumatoms », Zeitschrift für Physik, vol. 48, nos 7–8,‎ 1928, p. 469–494 (DOI 10.1007/BF01340013, Bibcode 1928ZPhy...48..469H, S2CID 121512045)
- Hylleraas, « Neue Berechnung der Energie des Heliums im Grundzustande, sowie des tiefsten Terms von Ortho-Helium », Zeitschrift für Physik, vol. 54, nos 5–6,‎ 1929, p. 347–366 (DOI 10.1007/BF01375457, Bibcode 1929ZPhy...54..347H, S2CID 119898248) (over 1830 citations)
- Hylleraas, « Über den Grundterm der Zweielektronenprobleme von H–, He, Li+, Be++ usw », Zeitschrift für Physik, vol. 65, nos 3–4,‎ 1930, p. 209–225 (DOI 10.1007/BF01397032, Bibcode 1930ZPhy...65..209H, S2CID 122152260)
- Hylleraas et Undheim, « Numerische Berechnung der 2S-Terme von Ortho- und Par-Helium », Zeitschrift für Physik, vol. 65, nos 11–12,‎ 1930, p. 759–772 (DOI 10.1007/BF01397263, Bibcode 1930ZPhy...65..759H, S2CID 121637176)
- Hylleraas, « Über die Elektronenterme des Wasserstoffmoleküls », Zeitschrift für Physik, vol. 71, nos 11–12,‎ 1931, p. 739–763 (DOI 10.1007/BF01344443, Bibcode 1931ZPhy...71..739H, S2CID 121844820)
- Hylleraas et Ore, « Binding Energy of the Positronium Molecule », Physical Review, vol. 71, no 8,‎ 1947, p. 493–496 (DOI 10.1103/PhysRev.71.493, Bibcode 1947PhRv...71..493H)
- Hylleraas, « On the inversion of eigenvalue problems », Annals of Physics, vol. 25, no 3,‎ 1963, p. 309–324 (DOI 10.1016/0003-4916(63)90016-2, Bibcode 1963AnPhy..25..309H, hdl 2027/mdp.39015095148113)
- Egil Andersen Hylleraas, Resonance Method in Scattering Theory, Aerospace Research Laboratories, Office of Aerospace Research, United States Air Force, 1963 (lire en ligne)
- Egil A. Hylleraas, The Schrödinger Two-Electron Atomic Problem, vol. 1, coll. « Advances in Quantum Chemistry », 1964, 1–33 p. (ISBN 9780120348015, DOI 10.1016/S0065-3276(08)60373-1)